# Abraham Sjögren
Abraham Sjögren född 20 september 1841 i Bästås i Långaryds socken, död 1926, var en svensk dövskolföreståndare och hembygdsforskare. Han var ledande i att skapa Smålandsstugan i Slottsskogen i Göteborg och i att insamla allmogeföremål dit, efter mönster från Skansen i Stockholm. Han utgav också folklivsskildringen Julen i Småland för 50 à 100 år sedan.